# Тингута (река)
Тингута (в верховье Большая Тингута) — река в Светлоярском районе Волгоградской области. Длина реки — 36 км, площадь водосборного бассейна — 358 км².
Берёт начало в балке Карцага в пределах Ергенинской возвышенности. В верховьях реки расположен Тингутинский межлесхоз. Течёт преимущественно с запада на восток. Впадает в озеро Цаца на высоте 3,1 м над уровнем моря.
Главный приток — река Малая Тингута, после её впадения река известна как Тингута.
Долина реки заселена неравномерно, населённые пункты имеются лишь в низовьях, это посёлки Приволжский и Новосад.

### Климат и гидрология
Объём годового стока — 12,54 млн м³. Среднегодовый расход — 0,4 м³/с (в посёлке Приволжский). Количество осадков, выпадающих в бассейне реки невелико (среднегодовая норма осадков для посёлка Приволжский всего 362 мм) и уменьшается в направлении с запада на восток. Основная роль в формировании стока принадлежит осадкам, выпадающим в холодную часть года. Вследствие значительного испарения роль дождевого питания невелика. Большая его часть (70 — 90 % годового объёма) приходится на кратковременное весеннее половодье.
| Климатограмма Приволжский                       | Климатограмма Приволжский | Климатограмма Приволжский | Климатограмма Приволжский | Климатограмма Приволжский | Климатограмма Приволжский | Климатограмма Приволжский | Климатограмма Приволжский | Климатограмма Приволжский | Климатограмма Приволжский | Климатограмма Приволжский | Климатограмма Приволжский |
| ----------------------------------------------- | ------------------------- | ------------------------- | ------------------------- | ------------------------- | ------------------------- | ------------------------- | ------------------------- | ------------------------- | ------------------------- | ------------------------- | ------------------------- |
| Я                                               | Ф                         | М                         | А                         | М                         | И                         | И                         | А                         | С                         | О                         | Н                         | Д                         |
| 32 −4 −10                                       | 25 −3 −10                 | 23 2 −5                   | 23 15 4                   | 35 24 11                  | 37 28 16                  | 35 31 19                  | 32 29 17                  | 26 22 11                  | 22 13 4                   | 35 4 −2                   | 37 −1 −6                  |
| Температура в °C • Сумма осадков в мм Источник: |                           |                           |                           |                           |                           |                           |                           |                           |                           |                           |                           |